# Кенго Кавамата
Кенго Кавамата (јап. 川又 堅碁; 14. октобар 1989) јапански је фудбалер.

## Каријера
Током каријере је играо за Албирекс Нигата, Нагоја Грампус, Џубило Ивата и многе друге клубове.

## Репрезентација
За репрезентацију Јапана дебитовао је 2015. године. За тај тим је одиграо 9 утакмица и постигао 1 гол.

## Статистика
| Јапан  | Јапан   | Јапан  |
| Година | Наступи | Голови |
| ------ | ------- | ------ |
| 2015.  | 5       | 1      |
| 2016.  | 0       | 0      |
| 2017.  | 3       | 0      |
| 2018.  | 1       | 0      |
| Укупно | 9       | 1      |